# توزلا (كونستانتا)
توزلا هي قرية تقع في إقليم كونستانتا في رومانيا.

## السكان
حسب إحصائيات 2002 بلغ عدد سكان القرية 6366 نسمة.

## وصلات خارجية
- بوابة البوسنة والهرسك باللغة العربية